# المسيب بن نجبة
المسيب بن نجبة بن ربيعة بن رياح بن عوف بن هلال بن شمخ بن فزارة الفزاري تابعي، وقيل أدرك النبي، كان رأس قومه، شهد معركة القادسية وفتوح العراق، وكان مع علي بن أبي طالب في مشاهده، وسكن الكوفة، وكان من قادة ثورة التوابين على الدولة الأموية، بعد مقتل الحسين بن علي، فسير إليهم الخليفة الأموي مروان بن الحكم جيشًا بقيادة عبيد الله بن زياد فقُتِل في معركة عين الوردة.

## مقتله
لما مات يزيد بن معاوية؛ اجتمع نفر من أهل الكوفة، وندموا على سكوتهم عن نصرة الحسين بن علي، فقالوا ما ينمحي عنا هذا الذنب إلا ببذل أنفسنا في طلب ثأره، فخرجوا في جيش إلى جهة الشام، وكان سليمان بن صرد والمسيب بن نجبة علي قيادة هذا الجيش، فجهز إليهم مروان بن الحكم جيشًا عليه عبيد الله بن زياد، فلما اقتربوا من الشام خطب سليمان في أصحابه، فرغبهم في الآخرة وزهدهم في الدنيا، وحثهم على الجهاد، وقال: «إن قتلت فالأمير عليكم المسيب بن نجبة، فإن قتل فعبد الله بن سعد بن نفيل، فإن قتل فعبد الله بن والٍ، فإن قتل فرفاعة بن شداد.»، ثم بعث المسيب بن نجبة في خمسمائة فارس، فأغاروا على جيش ابن ذي الكلاع، فقتلوا منهم وجرحوا، واستاقوا أنعامًا.
ثم قُتل سليمان بن صرد، رماه رجل يقال له يزيد بن الحصين بسهم، فأخذ الراية المسيب بن نجبة فقاتل بها وهو يقول:
ثم قُتِل وانهزموا، وحُمِل رأس المسيب بن نجبة إلى مروان بن الحكم بعد الوقعة.